# Девушка с попугаем (картина Фалька)
«Девушка с попугаем» — картина Роберта Фалька. Написана в 1932 году.
На картине изображена Ирина Борисовна Агапьева-Соколова. Фальк познакомился с ней в Париже и там же написал «Девушку с попугаем» и другой портрет Ирины Агапьевой-Соколовой — «Девушка, лежащая на тахте».
На картине модель сидит на стуле и держит в руках попугайчика из ярко раскрашенного папье-маше, купленного на ярмарке.
Ирина Борисовна Агапьева-Соколова в ноябре 1992 года рассказала в радиоинтервью историю создания картины:
«Я пришла к Роберту Рафаиловичу. На мне был красный с синим пуловер — это тогда было очень модно. Ему это понравилось, и он сказал: „А если бы я написал Ваш портрет в этом пуловере?“, усадил меня на такой высокий стул и стал менять позы. Потом его взгляд упал на попугайчика из папье-маше… Тот был красно-зеленый, какой-то очень ярко раскрашенный. Фальк этого попугайчика схватил, дал мне в руки. Я взяла птичку, он нашел, что это получилось хорошо, и начал меня писать. Он довольно быстро закончил этот портрет, было всего несколько сеансов, и холст мне очень понравился»

«Девушка в синем платье» — эскиз к картине «Девушка с попугаем»

«Девушка с попугаем» написана маслом по холсту. Размер — 92х72 см. Эскиз «Девушка в синем платье» написан акварелью по бумаге. Размер — 23х16,6 см. Картина и эскиз хранятся в Донецком областном художественном музее. Картины были проданы музею вдовой художника Ангелиной Васильевной Щекин-Кротовой.